# مسجد شياو لو
مسجد شياو لو (بالصينية:小楼清真寺) هو مسجد في مقاطعة تشنغتشو التابعة لخنان ، الصين . 

## التاريخ
تم بناء المسجد في عشرينيات القرن العشرين. تم إعادة بناء المسجد في عام 1979 وتم تجديده في عام 1984. 

## هندسة معمارية
المسجد عبارة عن مبنى من خمسة طوابق ويغطي مساحة 4000 متر مربع . 

## أنشطة
يضم المسجد مدرسة لتعليم اللغة العربية . 

## وسائل النقل
يمكن الوصول إلى المسجد على مقربة من محطة سكة الحديد المسماة جنج جو (بالصينية:郑州站) .